# Discophora erasimus
Discophora erasimus är en fjärilsart som beskrevs av Hans Fruhstorfer 1911. Discophora erasimus ingår i släktet Discophora och familjen praktfjärilar. Inga underarter finns listade i Catalogue of Life.